# Il leone di Damasco (film 1942)
Il leone di Damasco è un film del 1942 diretto da Corrado D'Errico ed Enrico Guazzoni, che subentrò al primo a seguito della sua morte.

## Trama
La flotta veneziana sta navigando verso Famagosta per aiutare la città assediata dai turchi ma il figlio del comandante viene rapito: verrà liberato se la città si arrende.
Il capitano turco - soprannominato "il Leone di Damasco" - disgustato dal comportamento dei suoi compagni, si converte al cristianesimo e cambia schieramento. I turchi vengono sconfitti e il bambino liberato, ma il Leone pagherà con la vita il suo eroismo.

## Distribuzione
Il film venne distribuito nel circuito cinematografico italiano il 31 marzo 1942.